# Еклоз
Екло́з (фр. Eclose) — колишній муніципалітет у Франції, у регіоні Овернь-Рона-Альпи, департамент Ізер. Населення — 710 осіб (2011).
Муніципалітет був розташований на відстані близько 440 км на південний схід від Парижа, 50 км на південний схід від Ліона, 50 км на північний захід від Гренобля.

## Історія
До 2015 року муніципалітет перебував у складі регіону Рона-Альпи. Від 1 січня 2016 року належав до нового об'єднаного регіону Овернь-Рона-Альпи.
1 січня 2015 року Еклоз разом із Бадіньєр ввійшов до новоствореного муніципалітету Еклоз-Бадіньєр.

## Демографія
Динаміка населення (INSEE ):
Розподіл населення за віком та статтю (2006):
| Стать | Всього | До 15 років | 15-24 | 25-44 | 45-64 | 65-85 | Понад 85 |
| --- | ------ | ----------- | ----- | ----- | ----- | ----- | -------- |
| Чоловіки | 324    | 60          | 16    | 112   | 76    | 60    | 0        |
| Жінки | 368    | 80          | 48    | 88    | 88    | 56    | 8        |
| \| Статево-вікова піраміда \| Статево-вікова піраміда \| Статево-вікова піраміда \| \| ----------------------- \| ----------------------- \| ----------------------- \| \| Чоловіки \| Вік \| Жінки \| \| 0 \| 85 + \| 8 \| \| 4 \| 80-84 \| 8 \| \| 16 \| 75-79 \| 8 \| \| 16 \| 70-74 \| 24 \| \| 24 \| 65-69 \| 16 \| \| 20 \| 60-64 \| 24 \| \| 20 \| 55-59 \| 32 \| \| 16 \| 50-54 \| 16 \| \| 20 \| 45-49 \| 16 \| \| 28 \| 40-44 \| 12 \| \| 40 \| 35-39 \| 36 \| \| 32 \| 30-34 \| 24 \| \| 12 \| 25-29 \| 16 \| \| 8 \| 20-24 \| 28 \| \| 8 \| 15-20 \| 20 \| \| 20 \| 10-14 \| 24 \| \| 28 \| 5-9 \| 20 \| \| 12 \| 0-4 \| 36 \| |        |             |       |       |       |       |          |
| Статево-вікова піраміда |        |             |       |       |       |       |          |
| Чоловіки | Вік    | Жінки       |       |       |       |       |          |
| 0 | 85 +   | 8           |       |       |       |       |          |
| 4 | 80-84  | 8           |       |       |       |       |          |
| 16 | 75-79  | 8           |       |       |       |       |          |
| 16 | 70-74  | 24          |       |       |       |       |          |
| 24 | 65-69  | 16          |       |       |       |       |          |
| 20 | 60-64  | 24          |       |       |       |       |          |
| 20 | 55-59  | 32          |       |       |       |       |          |
| 16 | 50-54  | 16          |       |       |       |       |          |
| 20 | 45-49  | 16          |       |       |       |       |          |
| 28 | 40-44  | 12          |       |       |       |       |          |
| 40 | 35-39  | 36          |       |       |       |       |          |
| 32 | 30-34  | 24          |       |       |       |       |          |
| 12 | 25-29  | 16          |       |       |       |       |          |
| 8 | 20-24  | 28          |       |       |       |       |          |
| 8 | 15-20  | 20          |       |       |       |       |          |
| 20 | 10-14  | 24          |       |       |       |       |          |
| 28 | 5-9    | 20          |       |       |       |       |          |
| 12 | 0-4    | 36          |       |       |       |       |          |

## Економіка
2010 року серед 452 осіб працездатного віку (15—64 років) 343 були активними, 109 — неактивними (показник активності 75,9%, у 1999 році було 72,3%). З 343 активних мешканців працювало 317 осіб (171 чоловік та 146 жінок), безробітними було 26 (11 чоловіків та 15 жінок). Серед 109 неактивних 36 осіб було учнями чи студентами, 42 — пенсіонерами, 31 була неактивною з інших причин.

У 2010 році в муніципалітеті числилось 294 оподатковані домогосподарства, у яких проживали 744,5 особи, медіана доходів виносила 18 884 євро на одного особоспоживача